# Агаштыколь
Агаштыколь (каз. Ағаштыкөл) — село в Амангельдинском районе Костанайской области Казахстана. Входит в состав Урпекского сельского округа. Находится примерно в 14 км к юго-востоку от села Амангельды. Код КАТО — 393465200.
К юго-востоку от села находится геоглиф Тургайская свастика — древний земляной вал в виде трёхлучевой свастики, диаметром 94 метра.

## Население
В 1999 году население села составляло 180 человек (100 мужчин и 80 женщин). По данным переписи 2009 года, в селе проживало 177 человек (99 мужчин и 78 женщин).